# Moskee van Hotan
De Moskee van Hotan is de belangrijkste moskee in de stad Hotan in de autonome regio Xinjiang, in het westen van China.
De moskee werd gebouwd in 1870 en zijn beschermheer is Habiboellah Khan, de heerser van de tijdelijke Khotan Khanate.